# Réserve naturelle régionale des gorges du Gardon
La réserve naturelle régionale des gorges du Gardon (RNR157) est une réserve naturelle régionale située en Occitanie. Classée en 2007, elle occupe une surface de 491,34 hectares et protège une partie des gorges du Gardon. Elle est gérée par le Conservatoire d'espaces naturels Occitanie et la mairie de Sanilhac-Sagriès.

## Localisation

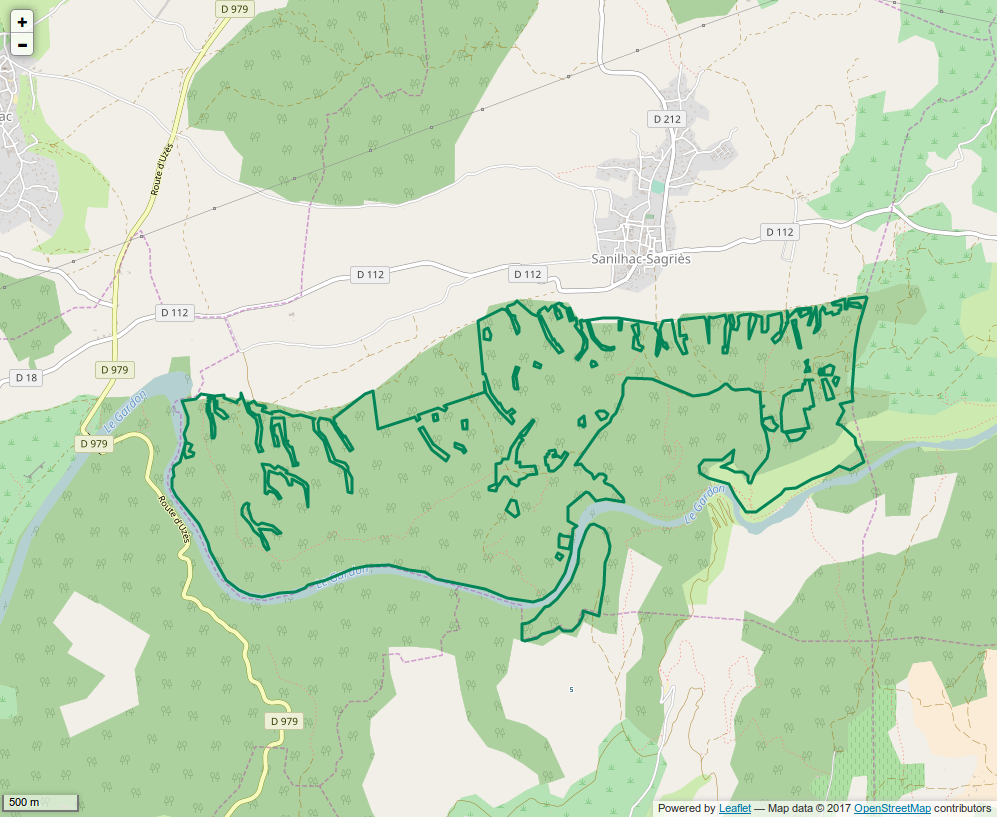
Périmètre de la réserve naturelle.

Le territoire de la réserve naturelle est dans le département du Gard, sur la commune de Sanilhac-Sagries à 10 km au nord-est de Nîmes. Il englobe la majeure partie du versant nord des gorges du Gardon sur une longueur de 10 km et une largeur d'environ 1 km. Un petit secteur du versant sud est également inclus.

## Histoire du site et de la réserve
La réserve naturelle a été créée sous la forme d'une réserve naturelle volontaire le 5 juin 2001.

## Administration, plan de gestion, règlement
La réserve naturelle est gérée par le Conservatoire d'espaces naturels du Languedoc-Roussillon et la commune de Sanilhac-Sagriès.

### Outils et statut juridique
La réserve naturelle a été créée par une délibération du Conseil régional du Languedoc-Roussillon du 24 avril 2007.